# Міка Вяюрюнен
Міка Вяюрюнен (фін. Mika Väyrynen, нар. 28 грудня 1981, Ескільстуна) — фінський футболіст, що грав на позиції півзахисника.
Виступав, зокрема, за клуби «Геренвен» та «ГІК», а також національну збірну Фінляндії.

## Клубна кар'єра
У дорослому футболі дебютував 1999 року виступами за команду клубу «Лахті». Дебютував у Вейккауслізі 3 травня 1999 року в матчі проти " «Йокеріта» і за два роки взяв участь у 36 матчах чемпіонату, забивши 11 голів.
На початку 2011 року Міка перейшов у «Йокеріт», після того, як клуб виграв срібні медалі. З приходом Вяюрюнена клуб не поліпшив свої результати і зміг зайняти лише 11-е, передостаннє місце в чемпіонаті, але молодого півзахисника помітили у «Геренвені», і по закінченні сезону у Фінляндії Вяюрюнен перейшов в клуб з Фрісландії.
Перший матч у Ередивізі провів 16 листопада 2001 року проти «Спарти», вийшовши на заміну на 73-й хвилині замість Томаса Гольма. У «Геренвені» Вяюрюнен постійно виходив у стартовому складі і користувався довірою як Фоппе де Ганк так і його наступника Гертьяна Вербека, а клуб регулярно брав участь у Кубку УЄФА. Загалом відіграв за команду з Геренвена Вяюрюнен чотири сезони своєї ігрової кар'єри, зігравши у 101 матчі чемпіонату.

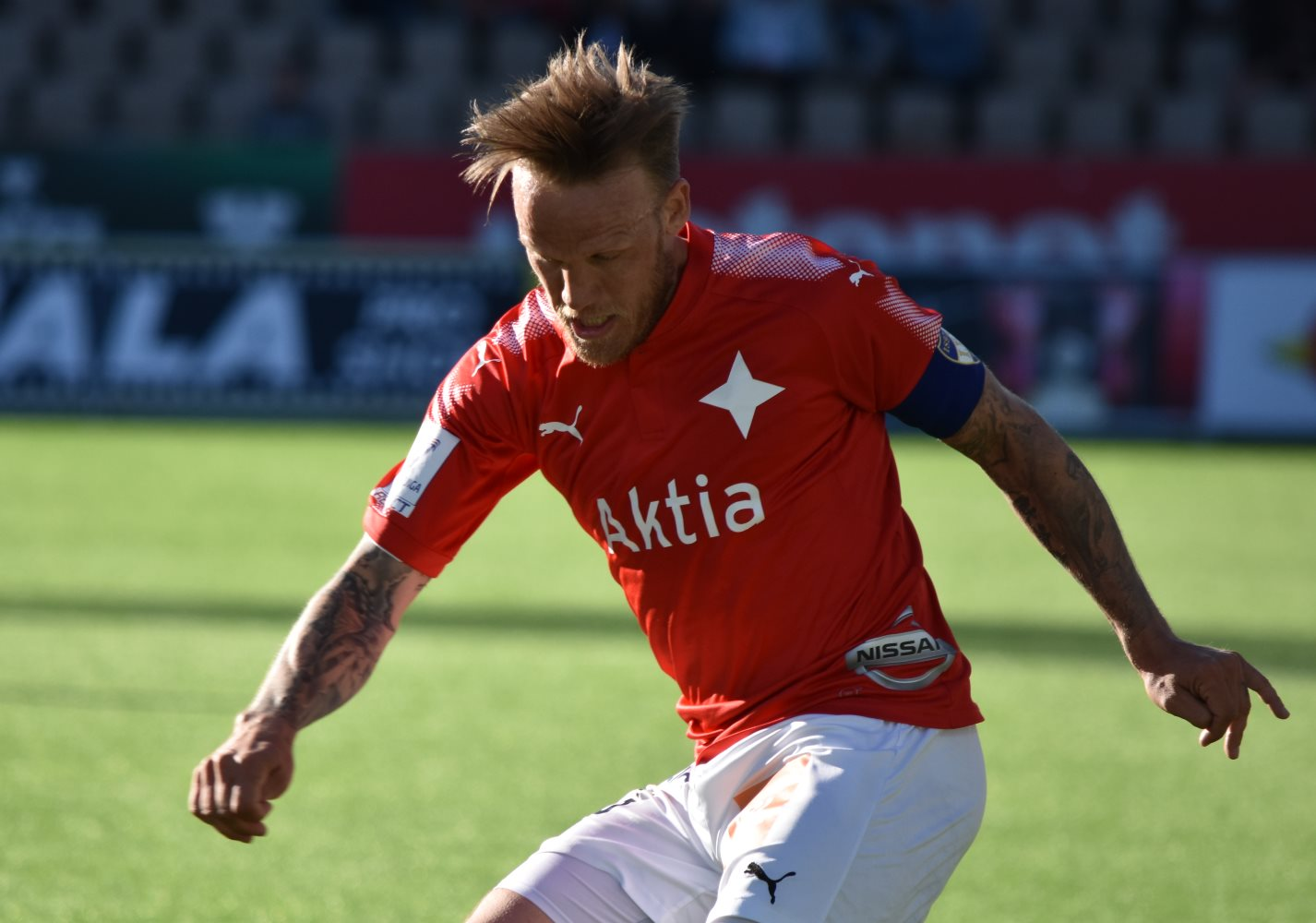
Міка Вяюрюнен під час виступів за ГІФК. 2017 рік.

У червні 2005 року перейшов у ПСВ, підписавши контракт на 4 роки. Перший матч за команду Гуса Гіддінка провів 13 серпня, після чого не грав до 17 грудня через травму щиколотки. 8 березня 2006 року дебютував в Лізі чемпіонів. У ПСВ Вяюрюнен не зміг закріпитися в «основі» і лише іноді виходив на заміну, хоча і в усіх трьох сезонах здобув золоті нагороди чемпіона Нідерландів.
Влітку 2008 року повернувся в «Геренвен», підписавши контракт на три роки. 31 січня 2009 року отримав травму в матчі проти «Аякса». Спочатку очікувалося, що Вяюрюнен повернеться у стрій через кілька тижнів, але у березні був поставлений остаточний діагноз і було оголошено, що Вяюрюнен не зможе грати до кінця 2009 року. В результаті цього Вяюрюнен пропустив фінал Кубка Нідерландів, який його клуб виграв і здобув трофей. Вперше фін вийшов на поле після травми 28 жовтня 2009 року в матчі Кубку Нідерландів проти «Росендала» і до кінця 2009 року не провів жодного повного матчу. Але з 2010 року Міка знову став основним гравцем команди.
13 вересня 2011 підписав контракт з «Лідс Юнайтед», будучи вільним агентом. Дебютував за «Лідс» 20 вересня 2011 року в матчі проти «Манчестер Юнайтед», який проходив в рамках Кубка Ліги. Втім і у новій команді Вяюрюнена переслідували травми і він грав досить мало, через що 16 квітня 2012 року контракт за обопільною згодою був розірваний.
Після відходу з «Лідс Юнайтед» Міка тренувався з ГІКом для підтримки спортивної форми. 10 липня було оголошено, що клуб підписав тримісячний контракт з футболістом. Через тиждень він дебютував за клуб проти «Рейк'явіка» в кваліфікації Ліги чемпіонів УЄФА і забив гол з пенальті. З командою Міка виграв двічі поспіль у 2012 та 2013 роках національний чемпіонат, а у 2014 році окрім свого третього поспіль чемпіонства з ГІКом, Вяюрюнен також виграв свій перший Кубок Фінляндії.
6 березня 2015 року Вяюрюнен перейшов в клуб MLS «Лос-Анджелес Гелаксі», де він зіграв 19 матчів в сезоні 2015 року.
Провівши першу половину 2016 року без клубу, у серпні він підписав контракт з ГІФКом, де провів наступні півтора року. У січні 2018 року Вяюрюнен оголосив про завершення кар'єри гравця.

## Виступи за збірні

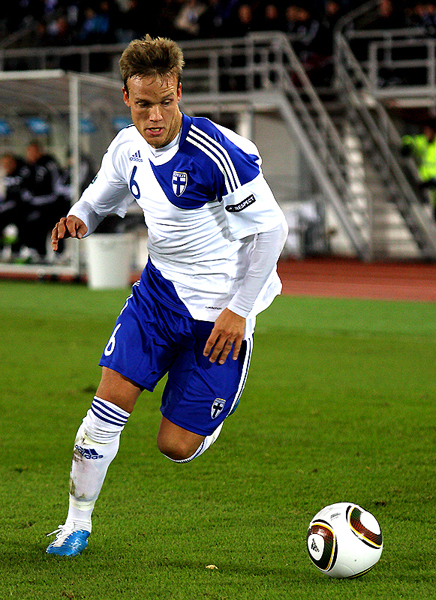
Міка Вяюрюнен у складі збірної Фінляндії. 2010 рік.

2001 року дебютував у складі юнацької збірної Фінляндії (U-20). У її складі був учасником молодіжного чемпіонату світу 2001 року в Аргентині, де він забив гол у матчі групового етапу проти Ямайки (1:0), але фіни не вийшли з групи.
Протягом 2000—2001 років залучався до складу молодіжної збірної Фінляндії. На молодіжному рівні зіграв у 17 офіційних матчах.
20 березня 2002 року дебютував в офіційних матчах у складі національної збірної Фінляндії в матчі проти збірної Південної Кореї. У відбірковому турнірі до чемпіонату Європи 2008 року зіграв 10 матчів і забив гол у матчі першого туру проти збірної Польщі. У першому відбірковому матчі збірної Фінляндії до чемпіонату світу 2010 року проти Німеччини забив гол і віддав гольову передачу, а гра завершилася сенсаційною нічиєю з рахунком 3:3. Всього протягом кар'єри у національній команді, яка тривала 14 років, провів у її формі 64 матчі, забивши 6 голів.

## Статистика

### Клуб
| Клуб       | Клуб           | Клуб         | Чемпіонат    | Чемпіонат    | Кубок             | Кубок             | Континентальний | Континентальний | Всього | Всього |
| Сезон      | Клуб           | Ліга         | Ігор         | Голів        | Ігор              | Голів             | Ігор            | Голів           | Ігор   | Голів  |
| Фінляндія  | Фінляндія      | Фінляндія    | Вейккаусліга | Вейккаусліга | Кубок Фінляндії   | Кубок Фінляндії   | УЄФА            | УЄФА            | Всього | Всього |
| ---------- | -------------- | ------------ | ------------ | ------------ | ----------------- | ----------------- | --------------- | --------------- | ------ | ------ |
| 1999       | «Лахті»        | Вейккаусліга | 15           | 1            |                   |                   |                 |                 | 15     | 1      |
| 2000       | «Лахті»        | Вейккаусліга | 21           | 10           |                   |                   |                 |                 | 21     | 10     |
| 2001       | «Йокеріт»      | Вейккаусліга | 30           | 4            |                   |                   |                 |                 | 30     | 4      |
| Нідерланди | Нідерланди     | Нідерланди   | Ередивізі    | Ередивізі    | Кубок Нідерландів | Кубок Нідерландів | УЄФА            | УЄФА            | Всього | Всього |
| 2001–02    | «Геренвен»     | Ередивізі    | 18           | 0            |                   |                   |                 |                 | 18     | 0      |
| 2002–03    | «Геренвен»     | Ередивізі    | 22           | 4            |                   |                   |                 |                 | 22     | 4      |
| 2003–04    | «Геренвен»     | Ередивізі    | 32           | 5            |                   |                   |                 |                 | 32     | 5      |
| 2004–05    | «Геренвен»     | Ередивізі    | 29           | 8            |                   |                   |                 |                 | 29     | 8      |
| 2005–06    | ПСВ            | Ередивізі    | 11           | 2            | 2                 | 0                 | 1               | 0               | 14     | 2      |
| 2006–07    | ПСВ            | Ередивізі    | 17           | 0            | 4                 | 0                 | 8               | 1               | 29     | 1      |
| 2007–08    | ПСВ            | Ередивізі    | 1            | 0            | 0                 | 0                 | 2               | 0               | 3      | 0      |
| 2008–09    | ПСВ            | Ередивізі    | 0            | 0            | 0                 | 0                 | 0               | 0               | 0      | 0      |
| 2008–09    | «Геренвен»     | Ередивізі    | 17           | 1            | 3                 | 0                 | 6               | 2               | 26     | 1      |
| 2009-10    | «Геренвен»     | Ередивізі    | 10           | 1            | 1                 | 0                 | 3               | 1               | 14     | 2      |
| 2010-11    | «Геренвен»     | Ередивізі    | 30           | 9            | 1                 | 1                 | 0               | 0               | 30     | 10     |
| Англія     | Англія         | Англія       | Чемпіоншип   | Чемпіоншип   | Кубок Англії      | Кубок Англії      | УЄФА            | УЄФА            | Всього | Всього |
| 2011-12    | «Лідс Юнайтед» | Чемпіоншип   | 10           | 0            | 1                 | 0                 | 0               | 0               | 11     | 0      |
| Фінляндія  | Фінляндія      | Фінляндія    | Вейккаусліга | Вейккаусліга | Кубок Фінляндії   | Кубок Фінляндії   | УЄФА            | УЄФА            | Всього | Всього |
| 2012       | ГІК            | Вейккаусліга | 11           | 3            | 0                 | 0                 | 4               | 1               | 15     | 4      |
| 2013       | ГІК            | Вейккаусліга | 3            | 0            | 0                 | 0                 | 0               | 0               | 3      | 0      |
| 2014       | ГІК            | Вейккаусліга | 25           | 2            | 3                 | 1                 | 10              | 1               | 38     | 4      |
| Всього     | Фінляндія      | Фінляндія    | 105          | 20           | 3                 | 1                 | 14              | 2               | 122    | 23     |
| Всього     | Нідерланди     | Нідерланди   | 187          | 30           | 11                | 1                 | 20              | 4               | 205    | 31     |
| Всього     | Англія         | Англія       | 10           | 0            | 0                 | 0                 | 0               | 0               | 10     | 0      |
| Загалом    | Загалом        | Загалом      | 275          | 48           | 11                | 1                 | 24              | 5               | 310    | 54     |

### Збірна
| Збірна Фінляндії | Збірна Фінляндії | Збірна Фінляндії |
| Рік              | Ігор             | Голів            |
| ---------------- | ---------------- | ---------------- |
| 2002             | 1                | 0                |
| 2003             | 7                | 0                |
| 2004             | 8                | 0                |
| 2005             | 2                | 0                |
| 2006             | 8                | 2                |
| 2007             | 6                | 0                |
| 2008             | 9                | 1                |
| 2009             | 0                | 0                |
| 2010             | 7                | 2                |
| 2011             | 8                | 0                |
| 2012             | 1                | 0                |
| 2013             | 2                | 0                |
| 2014             | 2                | 0                |
| 2015             | 2                | 0                |
| Всього           | 64               | 5                |

### Голи за збірну
| #  | Дата              | Місце                | Опонент           | Рахунок | Турнір              |
| -- | ----------------- | -------------------- | ----------------- | ------- | ------------------- |
| 1. | 16 серпня 2006    | Гельсінкі, Фінляндія | Північна Ірландія | 1–2     | Товариський матч    |
| 2. | 2 вересня 2006    | Бидгощ, Польща       | Польща            | 3-1     | Відбір на Євро-2008 |
| 3. | 10 вересня 2008   | Гельсінкі, Фінляндія | Німеччина         | 3-3     | Відбір на ЧС-2010   |
| 4. | 3 березня 2010    | Та-Калі, Мальта      | Мальта            | 2-1     | Товариський матч    |
| 5. | 17 листопада 2010 | Гельсінкі, Фінляндія | Сан-Марино        | 8-0     | Відбір на Євро-2012 |

## Титули і досягнення
- Чемпіон Нідерландів (3):

ПСВ: 2005–06, 2006–07, 2007–08
- Володар Кубка Нідерландів (1):

«Геренвен»: 2008–09
- Чемпіон Фінляндії (3):

ГІК: 2012, 2013, 2014
- Володар Кубка Фінляндії (1):

ГІК: 2014